# Юлдашево (Ішимбайський район)
Юлда́шево (рос. Юлдашево, башк. Юлдаш) — присілок у складі Ішимбайського району Башкортостану, Росія. Входить до складу Скворчихинської сільської ради.
Населення — 16 осіб (2010; 26 в 2002).
Національний склад:
- башкири — 100%